# Procryptocerus montanus
Procryptocerus montanus är en myrart som beskrevs av Kempf 1957. Procryptocerus montanus ingår i släktet Procryptocerus och familjen myror. Inga underarter finns listade i Catalogue of Life.

## Bildgalleri

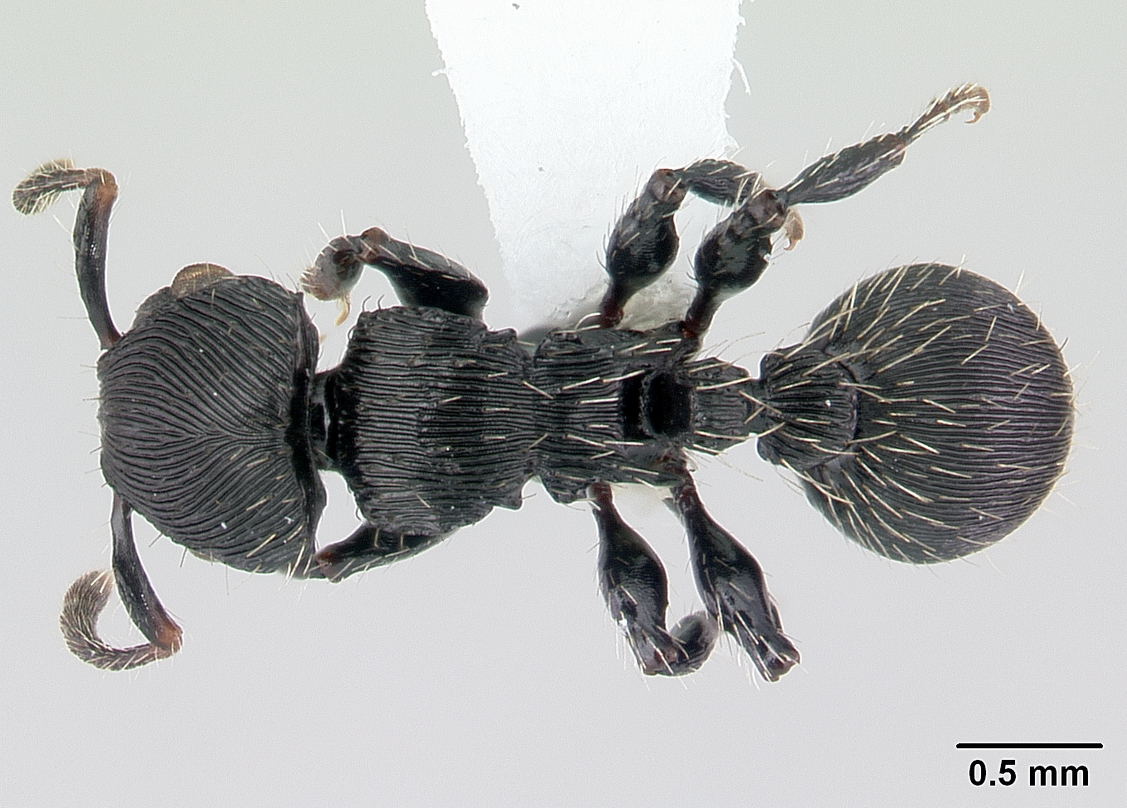
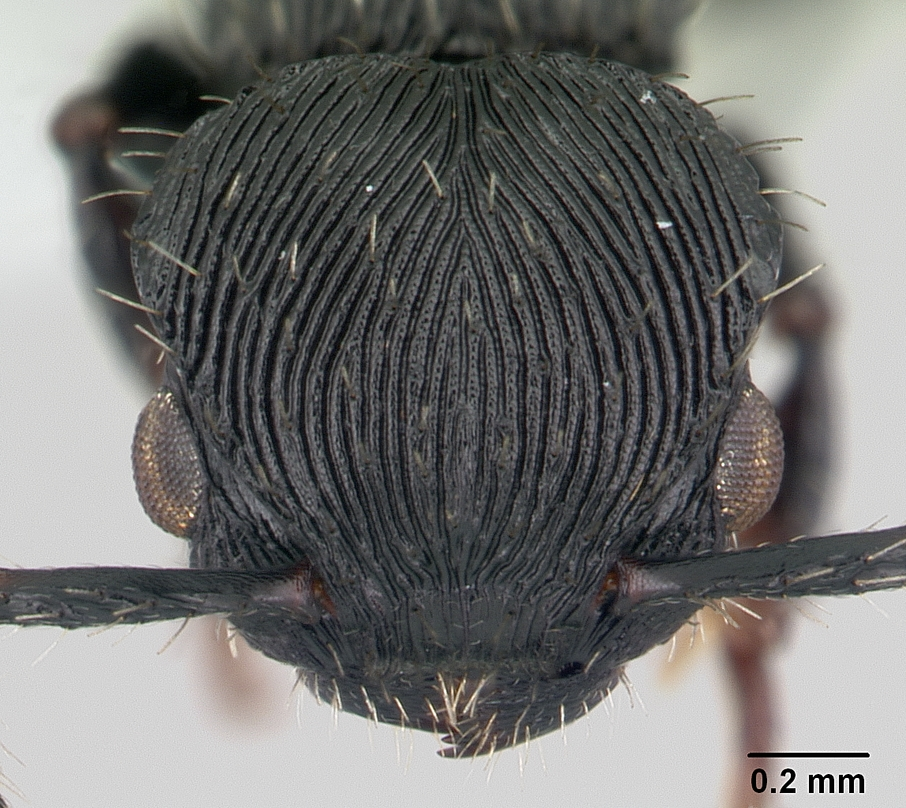
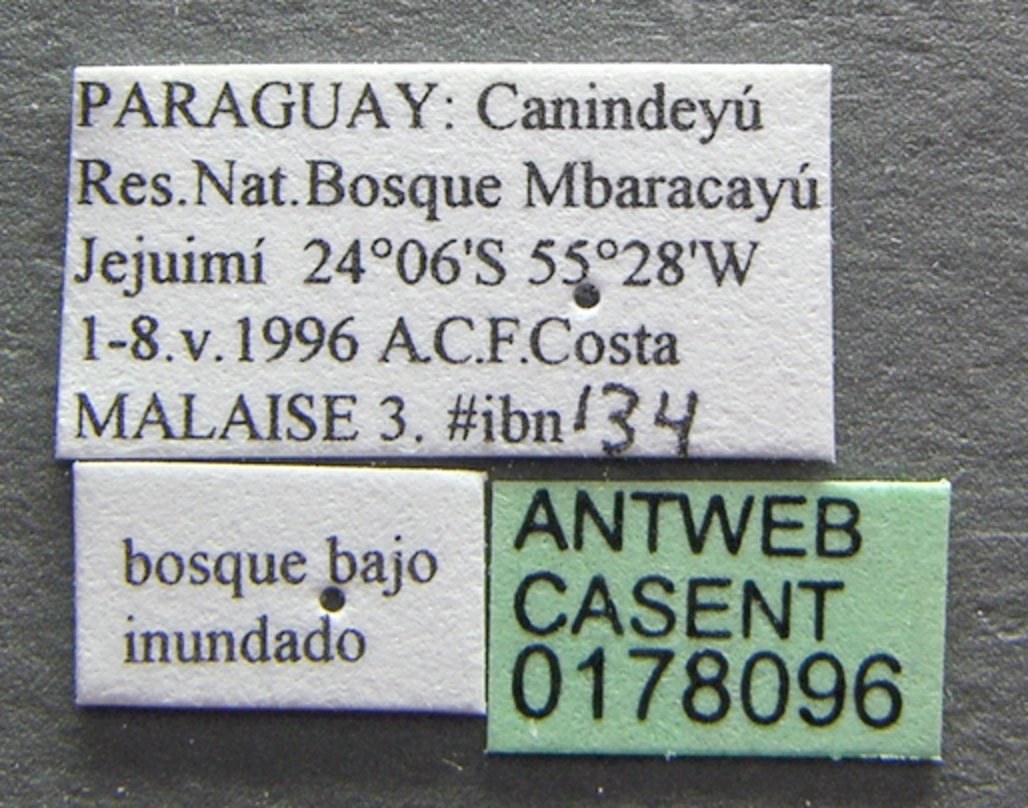
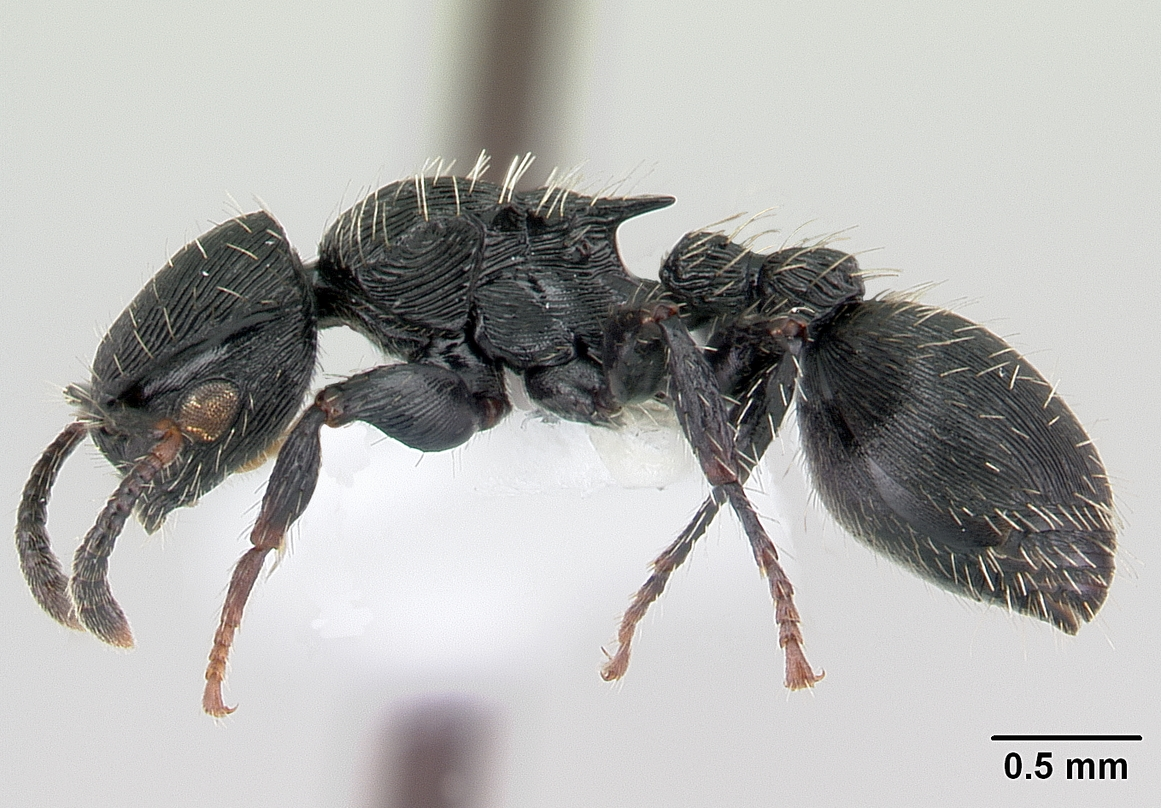